# Premsa de Suïssa
La premsa de Suïssa que s'ha distribuït i es distribueix, es recull en aquest resum.

## Llistat de periòdics nacionals
| Nom del diari        | Temàtica    | Tendència | Tipus    | Format   | Grup editorial | Ref.  |
| -------------------- | ----------- | --------- | -------- | -------- | -------------- | ----- |
| Tages-Anzeiger       | generalista |           | pagament |          |                |       |
| 20 minuten           | generalista |           | gratuït  | tabloide | Tamedia        | [ 1 ] |
| Blick                | generalista |           | pagament |          |                |       |
| Neue Zürcher Zeitung | generalista |           | pagament |          |                |       |

| Nom del diari | Temàtica    | Tendència     | Tipus    | Format   | Grup editorial | Ref.  |
| ------------- | ----------- | ------------- | -------- | -------- | -------------- | ----- |
| Le Courrier   | generalista | esquerra      | pagament |          |                |       |
| 20 minutes    | generalista |               | gratuït  | tabloide | Tamedia        | [ 1 ] |
| L'AGEFI       | economia    | dreta liberal | pagament |          |                | [ 1 ] |
| Le Matin      | generalista |               | pagament |          | Tamedia        | [ 2 ] |
| Le Temps      | generalista | dreta liberal | pagament |          |                | [ 1 ] |

| Nom del diari       | Temàtica    | Tendència       | Tipus    | Format   | Grup editorial | Ref.  |
| ------------------- | ----------- | --------------- | -------- | -------- | -------------- | ----- |
| 20 minuti           | generalista |                 | gratuït  | tabloide | Tamedia        | [ 1 ] |
| Corriere del Ticino | generalista |                 | pagament |          |                |       |
| La Regione          | generalista | centre-esquerra | pagament |          |                | [ 1 ] |
| La Notizia          | generalista |                 | pagament |          |                |       |

| Nom del diari | Temàtica    | Tendència | Tipus    | Format | Grup editorial | Ref. |
| ------------- | ----------- | --------- | -------- | ------ | -------------- | ---- |
| La Quotidiana | generalista |           | pagament |        | Somedia        |      |
| Novitas       | generalista |           | pagament |        |                |      |
| Posta Ladina  | generalista |           | pagament |        |                |      |
| Fegi Ufficial | generalista |           | pagament |        |                |      |

## Premsa desapareguda
- Gazette de Lausanne (1798-1991)
- Journal de Genève (1826-1991)
- Journal de Genève et Gazette de Lausanne (1991-1998)
- Le nouveau quotidien (1991-1998), see Le temps
- Dimanche.ch (1999-2003)
- Metro (Swiss edition only, defunct in 2002)
- Heute (2006-2008)
- .ch (2007-2009)
- News (2007-2009)
- Le Matin Bleu (2005-2009)
- Schweiz am Sonntag (2007-2017)